# Neuville-sur-Ailette

Neuville-sur-Ailette este o comună în departamentul Aisne din nordul Franței. În 1 ianuarie 2022 avea o populație de 119 de locuitori.